# Historia Langobardorum
Historie Langobardů (latinsky: Historia Langobardorum) je ústředním dílem Pavla Diacona, které bylo sepsáno na konci 8. stol. Tato nedokončená historie zpracovaná do 6 knih byla vytvořena po roce 787 avšak ne později než v roce 796, pravděpodobně v klášteře Monte Cassino.
Historie postihuje příběh Langobardů od jejich mytického původu až po smrt krále Liutpranda v roce 743 a obsahuje řadu důležitých informací týkajících se Byzantské říše, Franků a dalších. Příběh je vyprávěn z pohledu lombardského patriota a je zvláště hodnotný pro své zpracování vztahů mezi Franky a Langobardy. Jako své primární zdroje použil Pavel dokument zvaný Origo gentis Langobardorum, Liber Pontificalis, nedochované dějiny Secunda z Trentu a taktéž nedochované anály z Beneventa. Volně vycházel i z prací Bedy Ctihodného, Řehoře z Tours a Isidora ze Sevilly.

## Edice
Podle studie Laury Pani z roku 2000 se k dnešku dochovalo 115 kodexů Pavlových dějin. Zdá se, že práce byla ve středověku značně oblíbená, což naznačuje množství kopií a jejich rozšíření napříč západní Evropou. Více než dvacet těchto rukopisů se dá datovat před 11. stol., zatímco zbylých 80 bylo opsáno později.
Vztahy mezi těmito rukopisy studoval německý historik Georg Waitz, který v roce 1876 rozpoznal jedenáct různých rodin v rámci tohoto díla. Nejstarším z nich je palimpsest z Assisi napsaný unciálou koncem 8. stol. téměř okamžitě po dokončení originálního díla. Nicméně tento palimpsest je značně torzovitý, obsahuje totiž pouze části knih II a V z původních Pavlových dějin. Nejstarším úplným rukopisem je Codex Sangallensis 635 vytvořený v 8.–10. stol., označený Waitzem jako F1. Podle Waitze z manuskriptu F1 tvoří jeho stáří nejspolehlivější z dochovaných kodexů Historia Langobardorum. Toto tvrzení však bylo zpochybněno Antonio Zanelou a Dante Bianchim, přičemž oba tvrdí, že F1 nereflektuje dostatečně přesně Pavlův originál.
Pavlovo dílo bylo široce přejímáno pozdějšími autory, často na něj bylo navazováno a v roce 1514 se v Paříži dočkalo prvního výtisku. Nejvíce uznávaná edice latinského textu pochází z per Ludwiga Konrada Bethmanna a Georga Waitze, která byla publikována v Monumenta Germaniae Historica v roce 1878.

## Překlady
Dějiny byly několikrát přeloženy do angličtiny, němčiny, francouzštiny, polštiny, španělštiny, švédštiny, italštiny, aragonštiny i chorvatštiny.
Překlad Magdy Králové do češtiny vyšel roku 2020.